# 아리스 히메카
아리스 히메카(일본어: 有栖 妃華 ありす ひめか[*], 7월 4일 - )는 다카라즈카 가극단 유키구미에 소속되어 있는 여역이다.
도쿄도 세타가야구 출신, 일본여자대학부속고등학교 출신이다. 키는 162cm, 애칭은 "아리스(ありす)", "피라(ぴら)", "아리스히메(ありすひめ)"이다.

## 약력
2014년, 다카라즈카 음악학교에 입학.
2016년, 다카라즈카 가극단 102기생으로 입단. 호시구미 공연 「박쥐/ THE ENTERTAINER!」로 초무대. 그 후 유키구미 배속.

## 주요 무대
| 기간 (월)       | 소속 | 제목                                              | 공연장                                    | 배역                                         | 비고                 |
| --------------- | ---- | ------------------------------------------------- | ----------------------------------------- | -------------------------------------------- | -------------------- |
| 2016년          |      |                                                   |                                           |                                              |                      |
| 3- 4            | 호시 | 박쥐                                              | 다카라즈카 대극장                         |                                              | 초무대               |
| 3- 4            | 호시 | THE ENTERTAINER!                                  | 다카라즈카 대극장                         |                                              | 초무대               |
| 6 - 8           | 유키 | 로마의 휴일                                       | 중일극장 아카사카ACT시어터 우메다예술극장 |                                              |                      |
| 10 - 12         | 유키 | 사립탐정 케이레브 헌트                            | 다카라즈카 대극장 도쿄 다카라즈카 극장    |                                              |                      |
| 10 - 12         | 유키 | Greatest HITS!                                    | 다카라즈카 대극장 도쿄 다카라즈카 극장    |                                              |                      |
| 2017년          |      |                                                   |                                           |                                              |                      |
| 2               | 유키 | New Wave!-눈-                                     | 바우홀                                    |                                              |                      |
| 4 - 7           | 유키 | 막말태양전                                        | 다카라즈카 대극장 도쿄 다카라즈카 극장    | 게이샤 타마기쿠 (신인공연)                   | 본역 : 사하나 마코   |
| 4 - 7           | 유키 | Dramatic “S”!                                     | 다카라즈카 대극장 도쿄 다카라즈카 극장    |                                              |                      |
| 11 - 2018년 2월 | 유키 | 빛이 흐르는 거리 ~혁명가 막시밀리안 로베스피에르~ | 다카라즈카 대극장 도쿄 다카라즈카 극장    | 이자벨라 (신인공연)                          | 본역 : 아이 스미레   |
| 11 - 2018년 2월 | 유키 | SUPER VOYAGER!                                    | 다카라즈카 대극장 도쿄 다카라즈카 극장    |                                              |                      |
| 2018년          |      |                                                   |                                           |                                              |                      |
| 3 - 4           | 유키 | 진정한 군상                                       | 전국투어                                  | 오오하라의 여자                              |                      |
| 3 - 4           | 유키 | SUPER VOYAGER!                                    | 전국투어                                  |                                              |                      |
| 6 -9            | 유키 | 개선문                                            | 다카라즈카 대극장 도쿄 다카라즈카 극장    | 시빌 (신인공연)                              | 본역 : 세이나 노조미 |
| 6 -9            | 유키 | Gato Bonito!!                                     | 다카라즈카 대극장 도쿄 다카라즈카 극장    |                                              |                      |
| 11 - 2019년 2월 | 유키 | 팬텀                                              | 다카라즈카 대극장 도쿄 다카라즈카 극장    | 베라드바 / 레미 / 마리아의 그림자 (신인공연) | 본역 : 아자즈키 키와 |
| 2019년          |      |                                                   |                                           |                                              |                      |
| 3 - 4           | 유키 | PR×PRince                                         | 바우홀                                    | 팬                                           |                      |
| 5 - 9           | 유키 | 미부의사전                                        | 다카라즈카 대극장 도쿄 다카라즈카 극장    | 비숍 부인 (신인공연)                         | 본역 : 마이사키 린   |
| 5 - 9           | 유키 | Music Revolution!                                 | 다카라즈카 대극장 도쿄 다카라즈카 극장    |                                              |                      |
| 10 - 11         | 유키 | 날아오르라 황금 날개여                            | 전국투어                                  | 젠탈돈나                                     | 첫 에트와르          |
| 10 - 11         | 유키 | Music Revolution!                                 | 전국투어                                  |                                              | 첫 에트와르          |
| 2020년          |      |                                                   |                                           |                                              |                      |
| 1 - 2           | 유키 | ONCE UPON A TIME IN AMERICA                       | 다카라즈카 대극장                         | 베티 (신인공연)                              | 본역 : 세이나 노조미 |
| 2 - 3           | 유키 | ONCE UPON A TIME IN AMERICA                       | 도쿄 다카라즈카 극장                      |                                              |                      |
| 8 - 9           | 유키 | 화염의 볼레로                                     | 우메다예술극장                            | 카테리나 돌로레스                            | 에트와르             |
| 8 - 9           | 유키 | Music Revolution!-New Spirit-                     | 우메다예술극장                            |                                              | 에트와르             |
| 10              | 유키 | 나기나 루우미 콘서트 『패션담르 -사랑의 꿈-』     | 바우홀                                    |                                              |                      |
| 2021년          |      |                                                   |                                           |                                              |                      |
| 1 - 4           | 유키 | fff -포르티시모-                                  | 다카라즈카 대극장 도쿄 다카라즈카 극장    | 케르빔 (천사)                                | 에트와르             |
| 1 - 4           | 유키 | 실크로드 ~도적과 보석~                            | 다카라즈카 대극장 도쿄 다카라즈카 극장    |                                              | 에트와르             |
| 6               | 유키 | 베네치아의 문장                                   | 전국투어                                  | 카스파라 / 리비아의 딸                       | 에트와르             |
| 6               | 유키 | 르 포아종 사람의 미약 -Again-                     | 전국투어                                  |                                              | 에트와르             |
| 8 - 11          | 유키 | CITY HUNTER                                       | 다카라즈카 대극장 도쿄 다카라즈카 극장    | 노가미 유우카 / 미키 (신인공연)              | 본역 : 세이나 노조미 |
| 8 - 11          | 유키 | Fire Fever!                                       | 다카라즈카 대극장 도쿄 다카라즈카 극장    |                                              |                      |
| 2022년          |      |                                                   |                                           |                                              |                      |
| 3 - 6           | 유키 | 유메스케 천냥 선물                                | 다카라즈카 대극장 도쿄 다카라즈카 극장    | 하루코마 다유 (신인공연)                     | 본역 : 아이 스미레   |
| 3 - 6           | 유키 | Sensational!                                      | 다카라즈카 대극장 도쿄 다카라즈카 극장    |                                              | 에트와르             |
| 7 - 8           | 유키 | ODYSSEY -The Age of Discovery-                    | 우메다예술극장                            |                                              |                      |

## 출연 이벤트
- 2017년 8월, 토도로키 유 디너쇼 『Yū, Sol y Sombra』